# Mahnomen County
Mahnomen County är ett administrativt område i delstaten Minnesota i USA. År 2010 hade county 5 413 invånare. Den administrativa huvudorten (county seat) är Mahnomen. 

## Politik
Mahnomen County tenderar att rösta på demokraterna. Demokraternas kandidat har vunnit området i samtliga presidentval sedan 1912 utom valen 1920, 1980, 1984, 2000 och 2016 då området röstade för republikanernas kandidat.

## Geografi
Enligt United States Census Bureau har countyt en total area på 1 510 km². 1 440 km² av den arean är land och 70 km² är vatten.     

### Angränsande countyn
- Polk County - norr
- Clearwater County - öst
- Becker County - söder
- Norman County - väst